# Millettia puerarioides
Millettia puerarioides är en ärtväxtart som beskrevs av David Prain. Millettia puerarioides ingår i släktet Millettia och familjen ärtväxter. Inga underarter finns listade i Catalogue of Life.